# Cathédrale de Naumbourg
La cathédrale Saints-Pierre-et-Paul (Dom St. Peter und Paul) est l'ancienne cathédrale de la ville de Naumbourg, dans le Land de Saxe-Anhalt, autrefois siège la principauté épiscopale de Naumbourg-Zeitz. C'est depuis la Réforme protestante la principale église luthérienne-protestante de la ville.
Elle est située à l'emplacement de l'ancienne cathédrale datant du XIe siècle et date pour la plus grande partie de la première moitié du XIIIe siècle. Elle est de style roman saxon tardif. Le chœur occidental date du XIIIe siècle et il est de style gothique. Il est célèbre pour sa statuaire, dont la fameuse Ute de Naumbourg (1243-1249), et pour son jubé. C'est l'œuvre du Maître de Naumburg.
Nicolaus von Amsdorf y installe en 1542 le culte luthérien. Le dernier évêque catholique, en résidence à Zeitz, Julius von Pflug, meurt en 1564 et l'évêché disparaît, absorbé par le duché de Saxe. La cathédrale perd sa fonction de siège épiscopal.

## Historique

### L'ancienne cathédrale
C'est en 1028 que le pape Jean XIX concède le droit à la nouvelle bourgade de Naumbourg, construite au début du siècle autour du château fort des margraves de Misnie, d'accéder au rang de siège épiscopal, jusqu'alors tenu par Zeitz. La construction de la nouvelle cathédrale débute quelques mois plus tard, à l'est de la collégiale Sainte-Marie. Elle est consacrée en 1044 par l'évêque Hunold de Mersebourg et placée sous le patronage de saint Pierre et de saint Paul. Le premier édifice, plus petit que l'actuel, est à trois nefs en forme de croix et de structure basilicale. Deux tours carrées se trouvent à l'est, à 7m à l'est de l'actuel jubé gothique. Une petite abside est construite entre les tours, servant de chœur, au-dessus d'une crypte. Les tours sont ceintes d'un mur à l'ouest dissimulant ainsi le chœur. Le portail principal se trouvait au sud.
À la place de l'actuel chœur occidental se trouvait la collégiale Sainte-Marie qui servait d'église pour le château fort des margraves. Des vestiges de ses murailles se trouvent dans les fondations des tours de l'ouest.

### La cathédrale romane
C'est sous l'épiscopat (1206-1242) d'Engelhard de Naumbourg (de) que commencent en 1210 les travaux d'une nouvelle cathédrale en style roman tardif. La nef est bâtie en premier, puis la construction se poursuit à l'ouest de l'édifice. Le chœur est construit à l'orient, précédé par un transept et sa croisée, au-dessous desquels se trouve une nouvelle crypte en trois parties. La consécration a lieu le 29 juin 1242, jour de la fête de ses saints patrons.

### Le chœur gothique

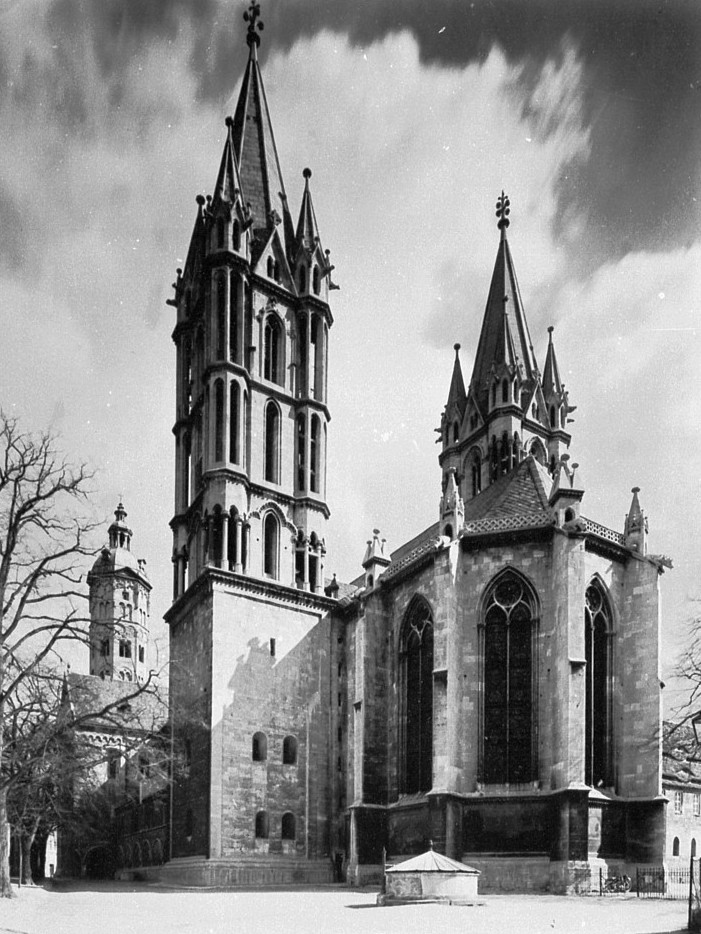
Vue du chœur gothique avec une des tours (nord-ouest).

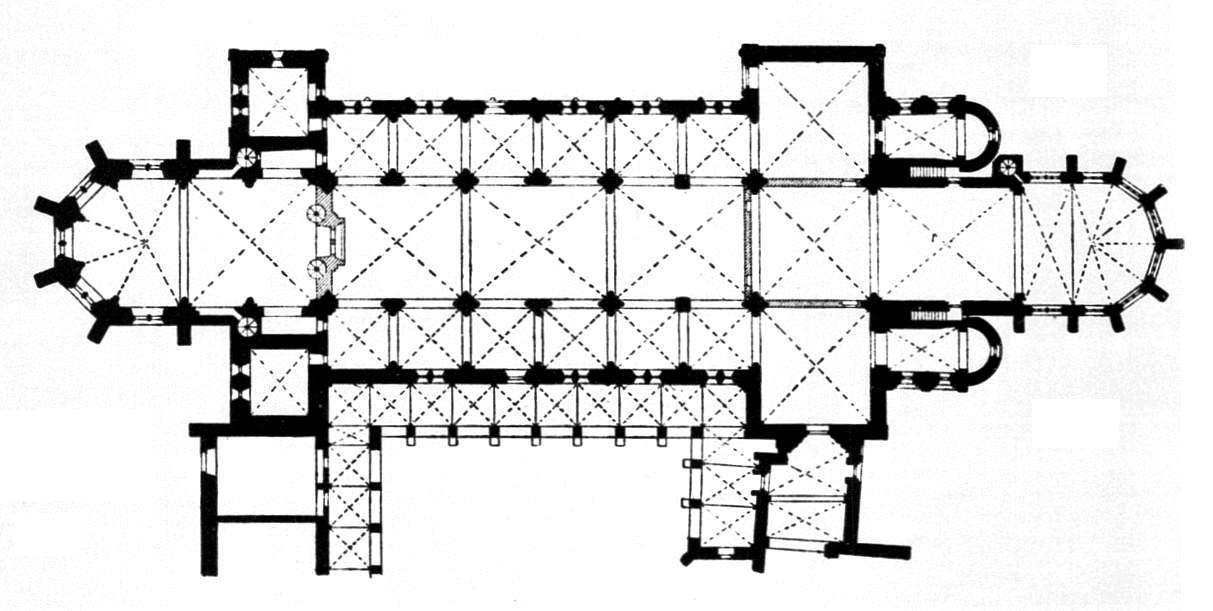
Plan de la cathédrale.

Le margrave Henri III l'Illustre commande la construction d'un chœur supplémentaire à l'ouest de la cathédrale vers 1250. Il est en style gothique dit « classique » et comprend six voûtes, avec une partie droite et un chevet à pans coupés, largement éclairé par cinq hautes fenêtres en ogive. On accède au rond-point par quatre hautes marches précédant l'autel, aujourd'hui disparu. Il est surplombé par une tour de laquelle on peut apercevoir la direction de Meissen.
Le chœur occidental est fermé par un jubé qui le sépare de la nef. Il est décoré de bas-reliefs représentant la Passion du Christ et d'une Crucifixion. Leur style s'inspire de la statuaire des cathédrales de Noyon, de Reims, d'Amiens, pour lesquelles le Maître de Naumbourg a collaboré. Il est certain qu'il a travaillé par la suite pour la cathédrale de Strasbourg et pour celle de Mayence. Le Maître est non seulement l'architecte du chœur, mais aussi l'auteur des sculptures. Les plus remarquables sont les douze statues des fondateurs et protecteurs de la cathédrale le long des murs. Ses statues en pied de taille humaine, dont certaines sont entièrement de la main du Maître, sont exceptionnelles par leurs expressions et leurs attitudes. La plus célèbre et celle de la margravine Ute, chef-d'œuvre de la statuaire gothique allemande.

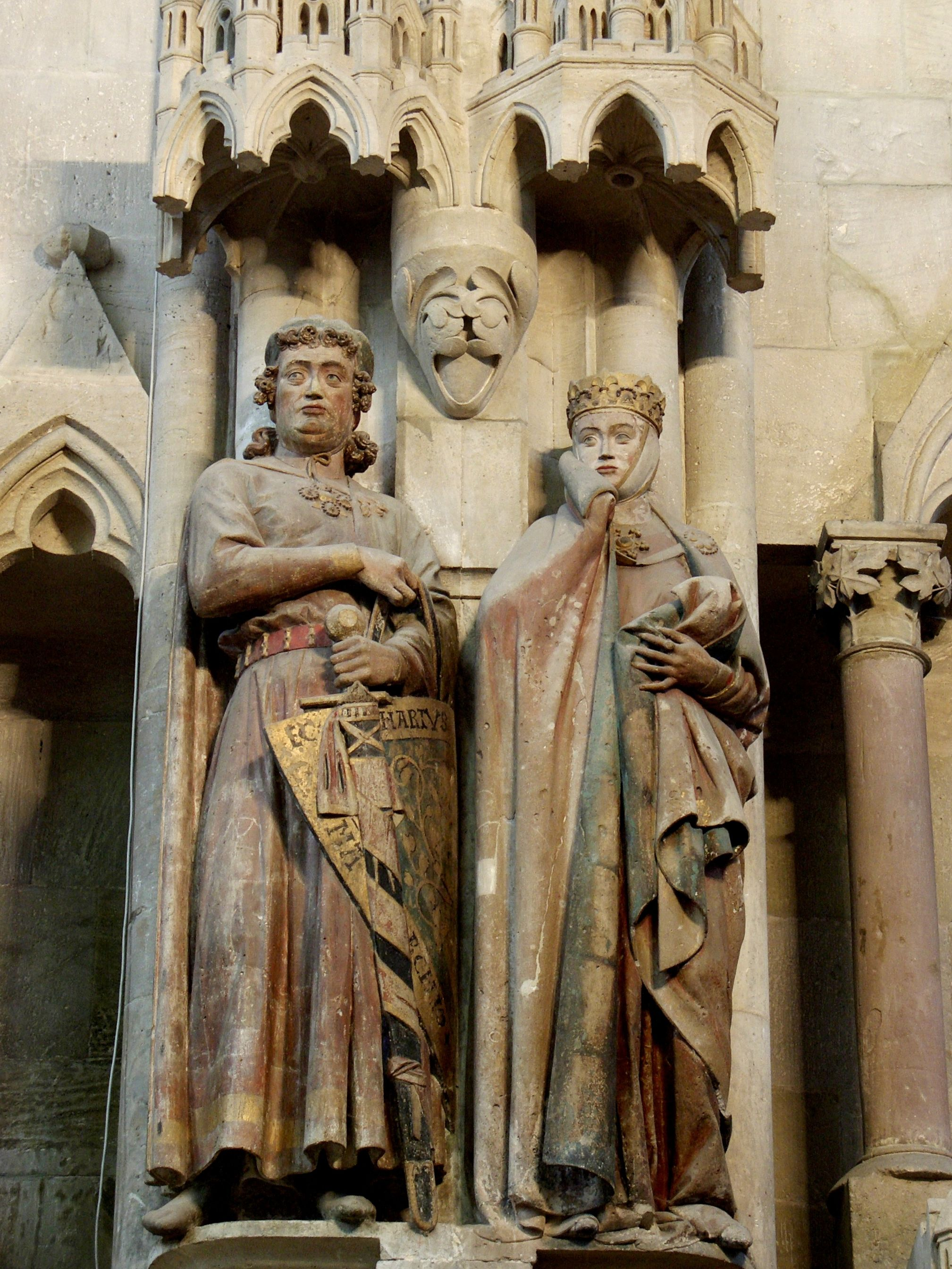
Statues représentant le margrave Ekkehard II de Misnie et son épouse Ute de Naumbourg, dans le chœur occidental.

Elles datent du milieu du XIIIe siècle. On distingue de chaque côté des marches contre les piliers, à droite le couple formé par Ekkehard II de Misnie et sa femme Ute, et à gauche leur faisant face son frère aîné, le margrave Hermann, et sa femme Reglindis, statue célèbre pour son sourire. Ce sourire s'explique par la paix entre la Marche de Misnie et les territoires des Piast, dont cette princesse est issue, paix garantie par son mariage.

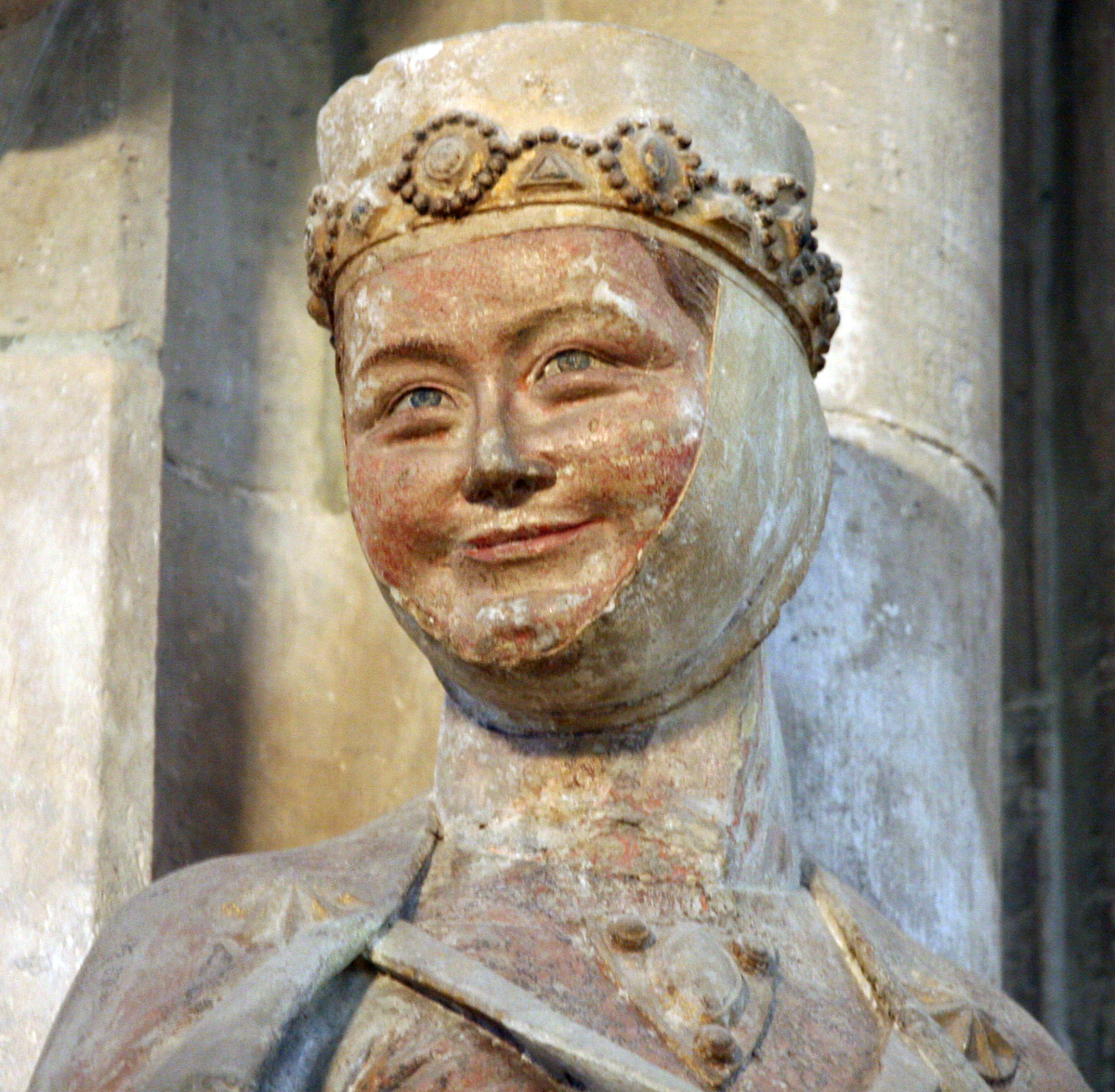
Visage de Reglindis

Ils sont considérés dans une lettre de 1249 de l'évêque de Naumbourg, Dietrich II de Meissen, comme les premiers fondateurs, bien que la margravine Reglindis mourût avant l'érection de Naumbourg en évêché. Il cite trois générations de fondateurs et protecteurs, ce qui représente onze personnes: Hermannus marchio, Regelyndis marchionissa, Eckehardus marchio, Uta marchionissa, Syzzo comes, Conradus comes, Wilhelmus comes, Gepa comitissa, Berchta comitissa, Theodoricus comes, Gerburch comitissa.
On remarque donc le long du mur nord Dietrich, comte de Brehna; la comtesse Gepa (connue aussi comme Adélaïde, abbesse de Gernrode); le margrave Ekkehard II portant su bouclier avec l'inscription Echartus Marchio; son épouse Ute. Le long du mur sud, ce sont la comtesse Geburge; le comte Conrad de Landsberg; le margrave Hermann et son épouse Reglindis. En haut du chœur, se trouvent à partir de la gauche le comte Dietmar avec un bouclier portant l'inscription Ditmarus comes occisus; le comte Sizzo de Käfernburg, son bouclier portant l'inscription Syzzo comes do; le comte Guillaume (Wilhelm) de Camburg, son bouclier portant l'inscription Wilhelmus comes unus fundatorum et le comte Timo de Kistritz, son bouclier portant l'inscription Timo de Kistericz qui dedit ecclesie septem villa. On trouve également dans cette partie, mais en bas des murs près de l'emplacement de l'ancien, la pierre tombale de l'évêque Dietrich II et la statue en pied d'un diacre.

### Agrandissement du chœur oriental

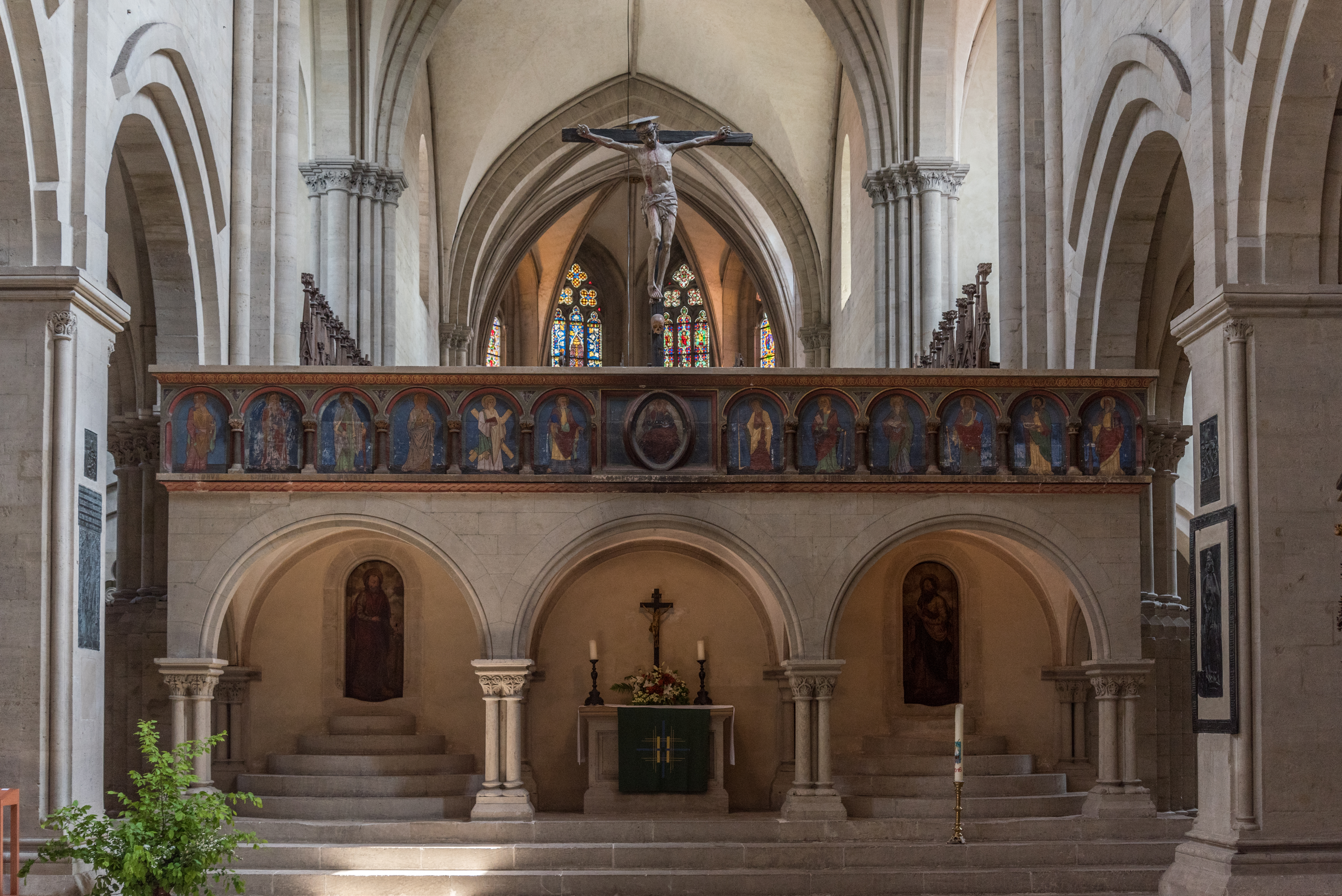
Jubé oriental.

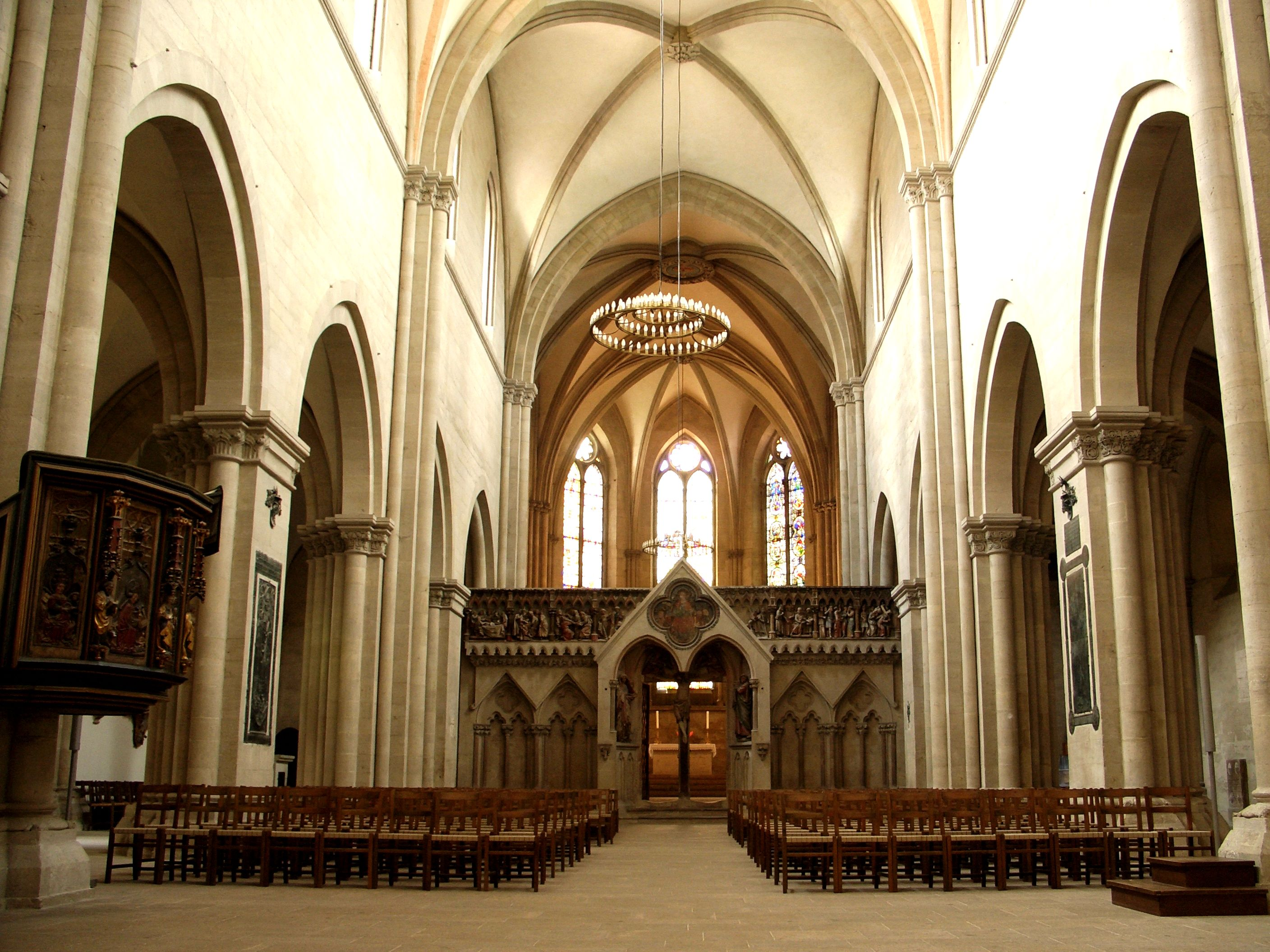
Vue de la nef.

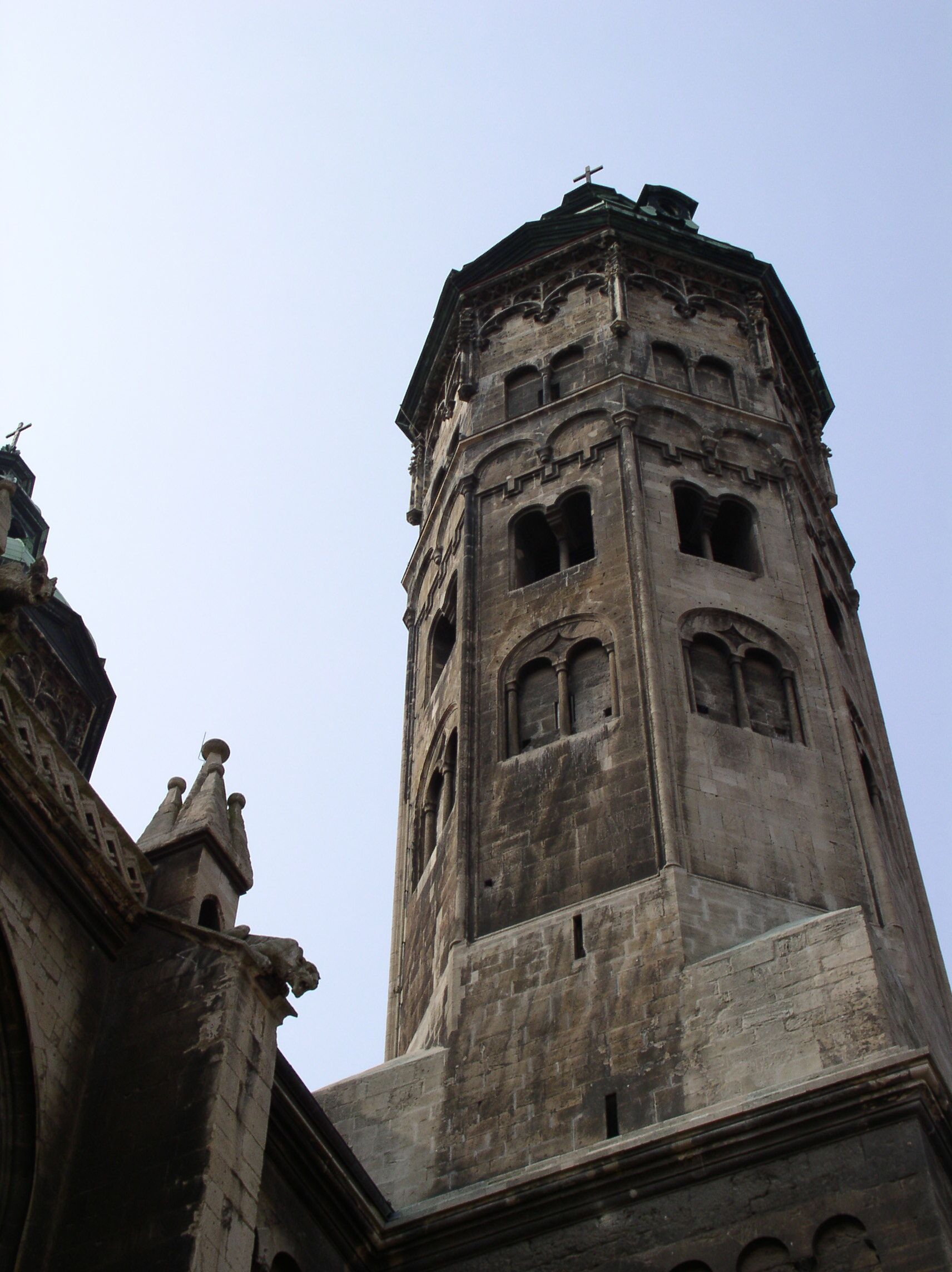
Vue de la tour nord-est.

L'abside romane du chœur oriental est transformée et agrandie en 1330 en un chœur de style gothique rayonnant avec fenêtres à meneaux. Les vitraux, qui pour une grande part sont d'origine, sont remarquables. Ils représentent la parabole des vierges folles et des vierges sages, et les prophètes. Quant à ceux représentant la Passion, les scènes de la vie de la Vierge et les apôtres avec les prophètes, ils datent du premier tiers du XVe siècle.
Le jubé gothique, datant de 1230 mais d'allure encore romane, est l'exemple le plus ancien de jubé conservé en Allemagne. Des escaliers conduisent d'abord à un chœur surélevé, puis à la tribune. Deux petites portes donnent accès de la nef au chœur. Le Maître de ce jubé occidental est considéré comme un artiste d'origine allemande ayant reçu sa formation sur divers chantiers français (on retrouve son style dans les cathédrales de Noyon, Reims, Amiens).
L'autel central date du XIXe siècle.

### Constructions du gothique tardif
La tour nord-est a été érigée aux XIVe et XVe siècles. Le haut date de 1532 après un incendie.

### Restaurations postérieures
L'incendie de 1532 a détruit la toiture et une partie des murs. Les tours du côté est ont été coiffées entre 1711 et 1713 de lanternes baroques. Une restauration intervenue entre 1874 et 1878 rétablit les ajouts baroques des tours. La tour sud-ouest est reconstruite en style néogothique en 1884, et les toitures des tours datent de la fin du XIXe siècle. Un portail est construit entre 1936 et 1940 entre la chapelle des Rois mages et Sainte-Marie.
L'intérieur de l'édifice est entièrement restauré entre 1960 et 1968, époque à laquelle des fouilles sont effectuées. Les toitures sont refaites en 1989.
Les restes de l'ancien cloître au nord qui datent de l'époque romane primitive sont excavés entre 1961 et 1965, ainsi que ceux d'une chapelle. Ils servaient au chapitre de la cathédrale.
Un autre cloître au sud datant de l'époque romane tardive vers 1244 subsiste à l'état de vestige.

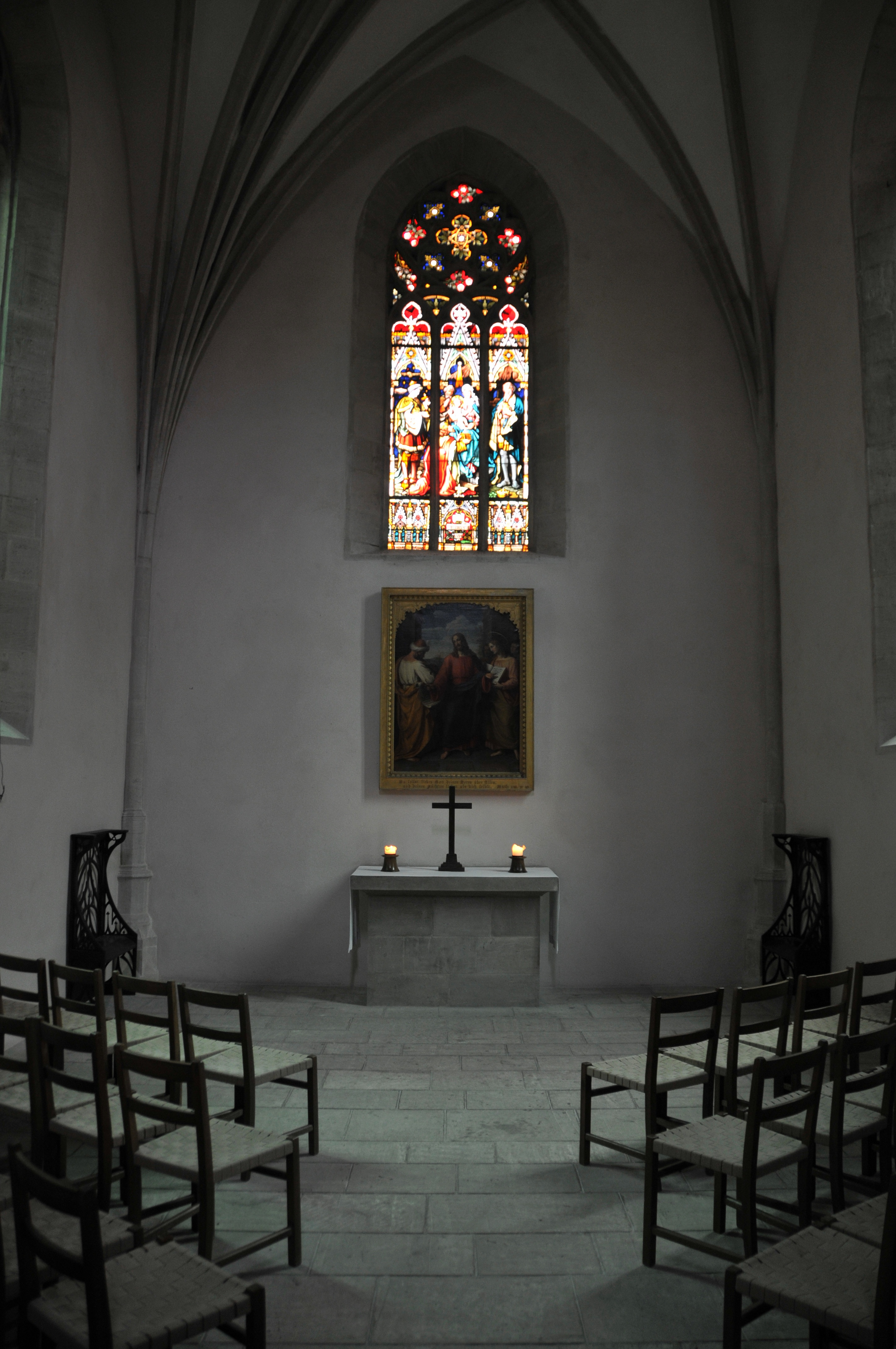
Vue de la chapelle des Rois mages.

### La chapelle des Rois mages
Cette chapelle située à l'est de la clôture a été terminée en 1416, sous l'épiscopat de Gerhard II von Goch (1409-1422). Elle a été construite sur les vestiges d'une chapelle romane primitive (XIe siècle) et a été gravement endommagée par l'incendie de 1532. Elle servait de chapelle privée pour les évêques de Naumbourg. Reconstruite, elle est à deux étages, celui du bas étant dédié à saint Nicolas, celui du haut aux Rois mages. Le mur est présente un groupe sculpté de l'adoration des Rois mages.

### La chapelle Sainte-Élisabeth
La chapelle Sainte-Élisabeth se trouve en bas de la tour nord-ouest. Elle est de plan rectangulaire. Elle accueille une statue de la sainte de Thuringe datant de 1235 et trois fenêtres à vitrail modernes datant de 2007. Les vitraux ont été dessinés par Neo Rauch.

### Protection
La cathédrale est inscrite sur la liste du patrimoine mondial de l'UNESCO en 2018.

## Galerie

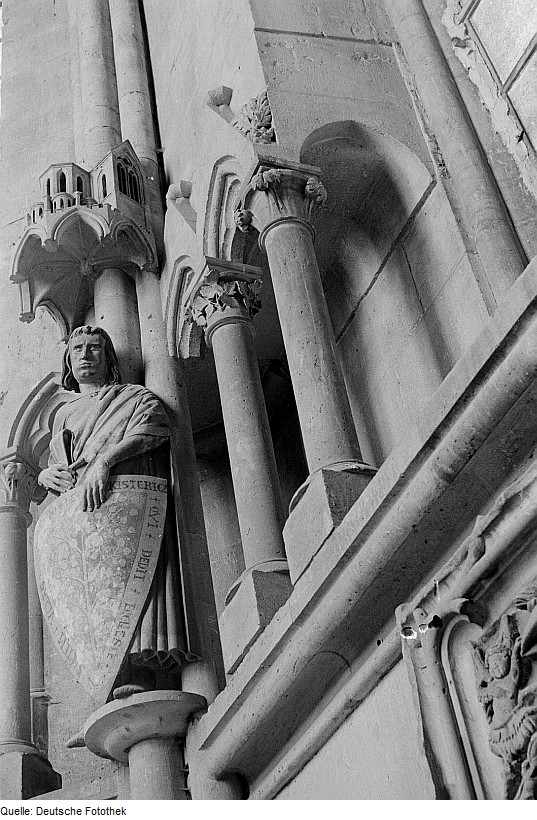
Statue de Timo de Kistritz.
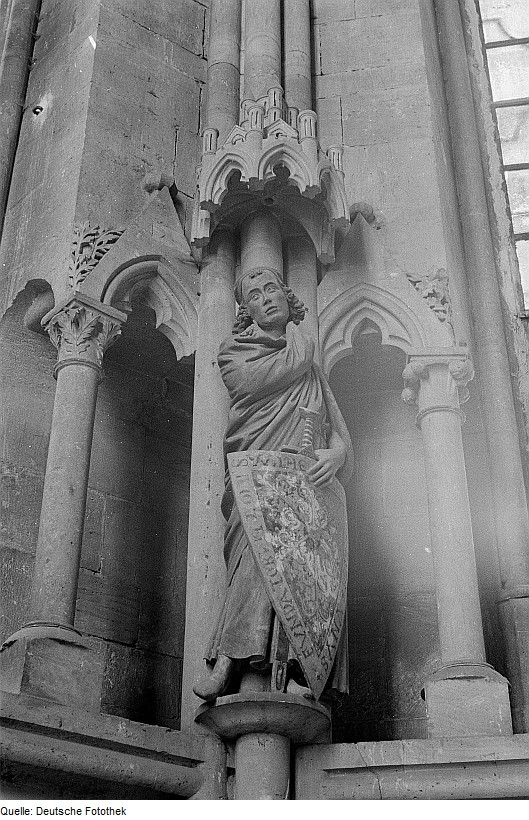
Statue de Guillaume de Camburg.
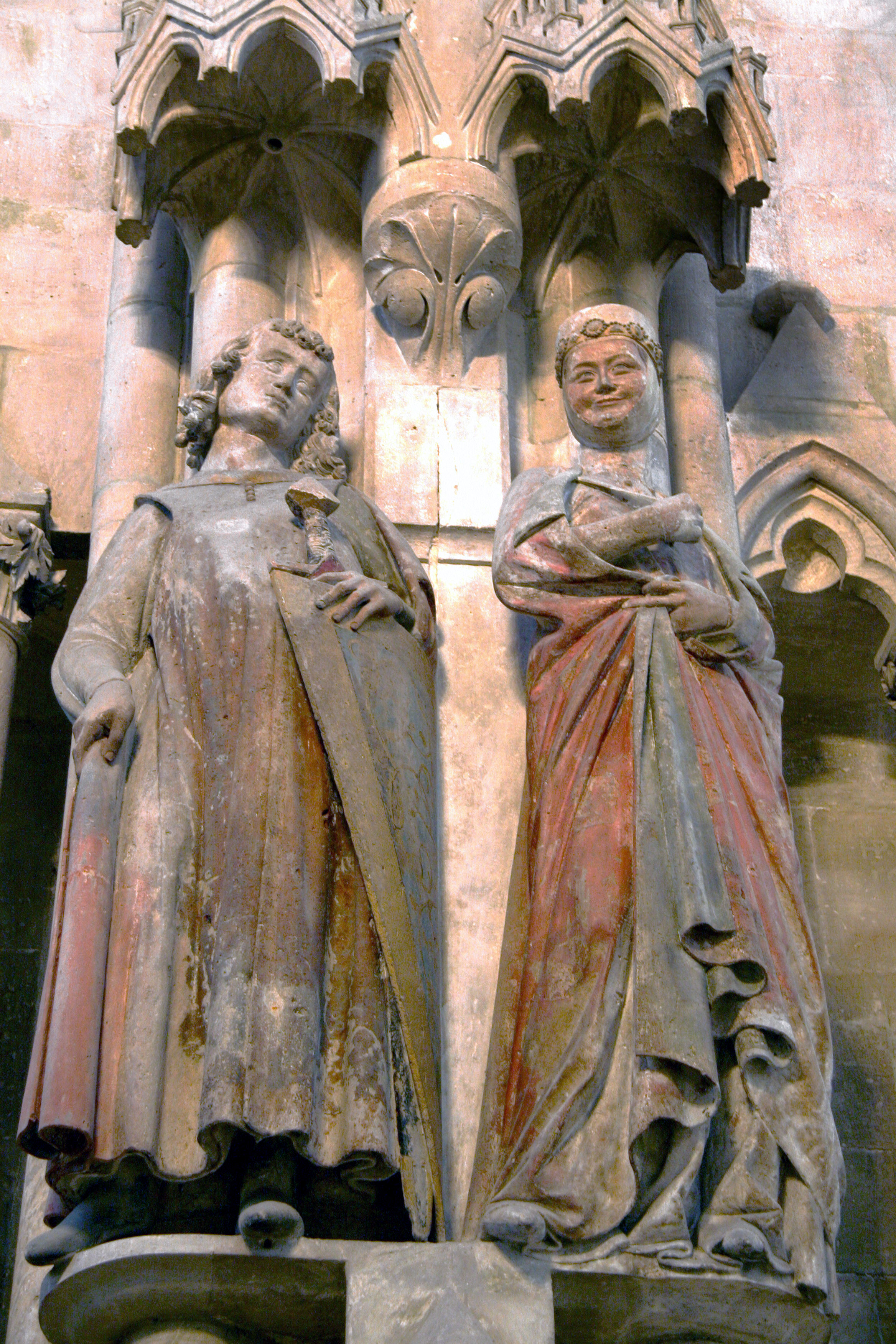
Statues d'Hermann et Reglindis.
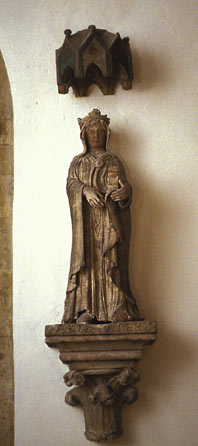
Statue de sainte Élisabeth.
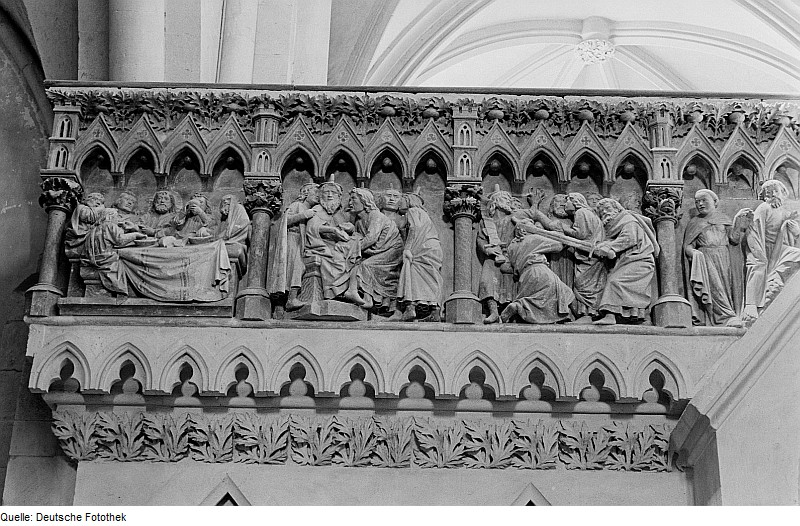
Bas-relief de la Passion au jubé occidental.
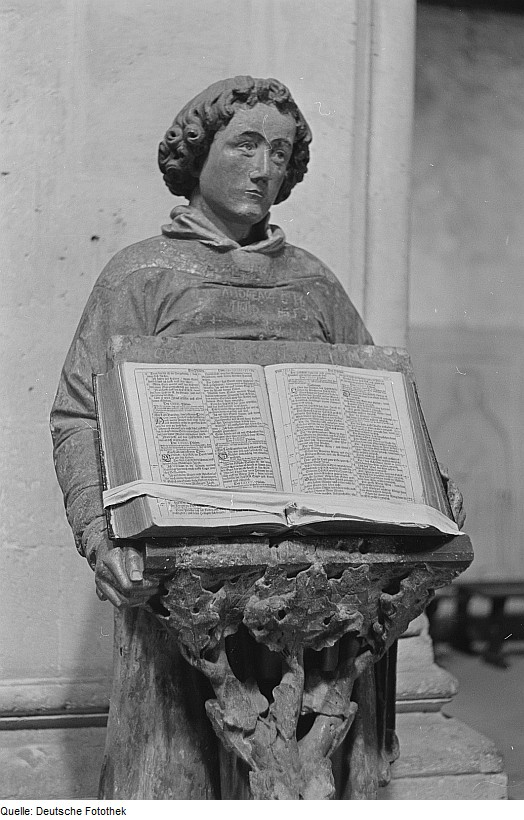
Statue du diacre avec une Bible.
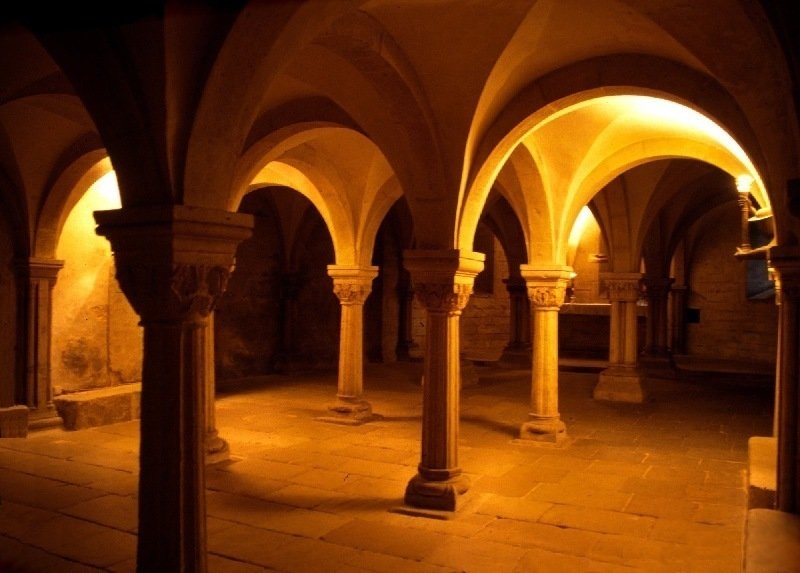
Vue de la crypte.
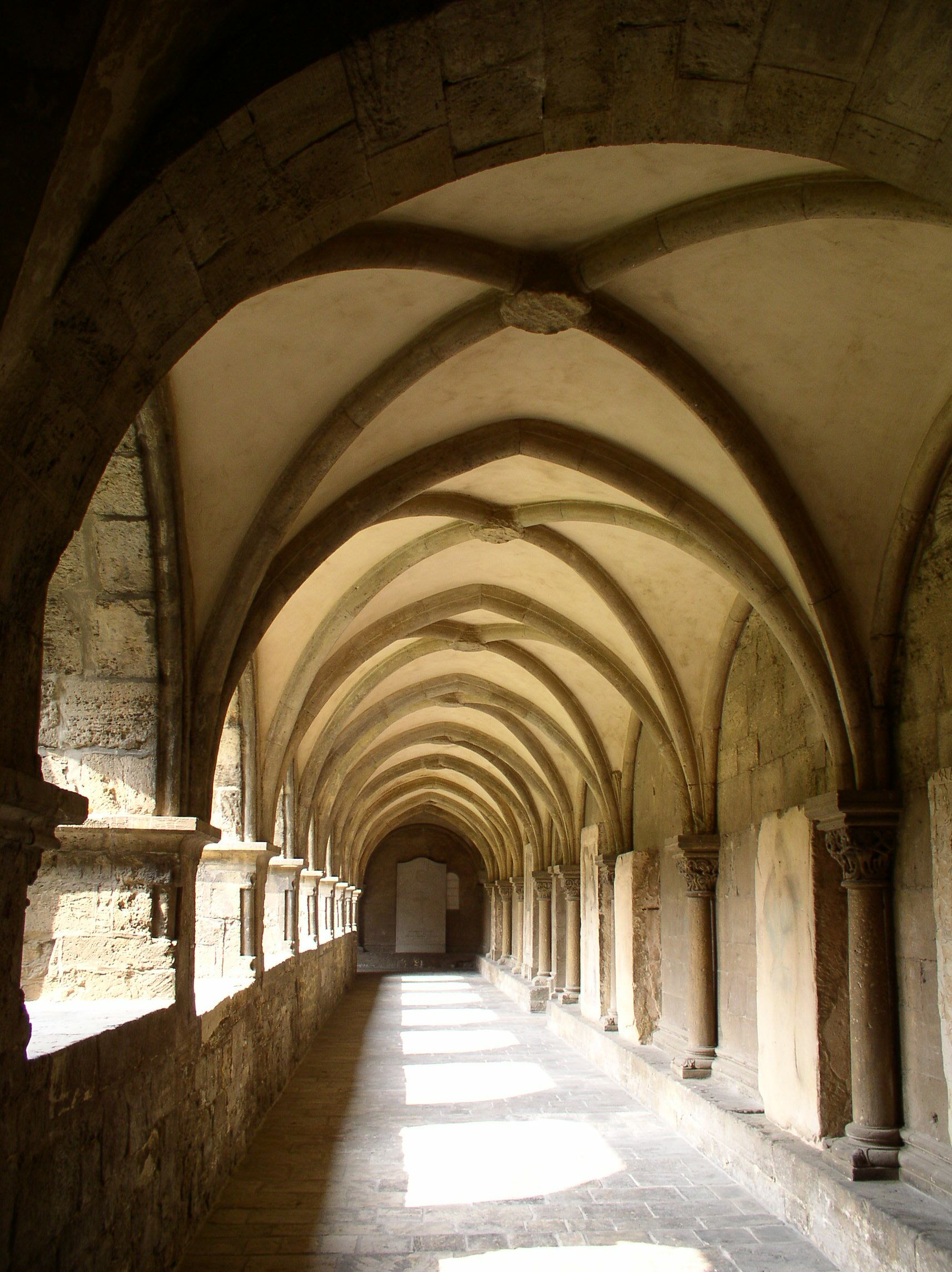
Vue du cloître.
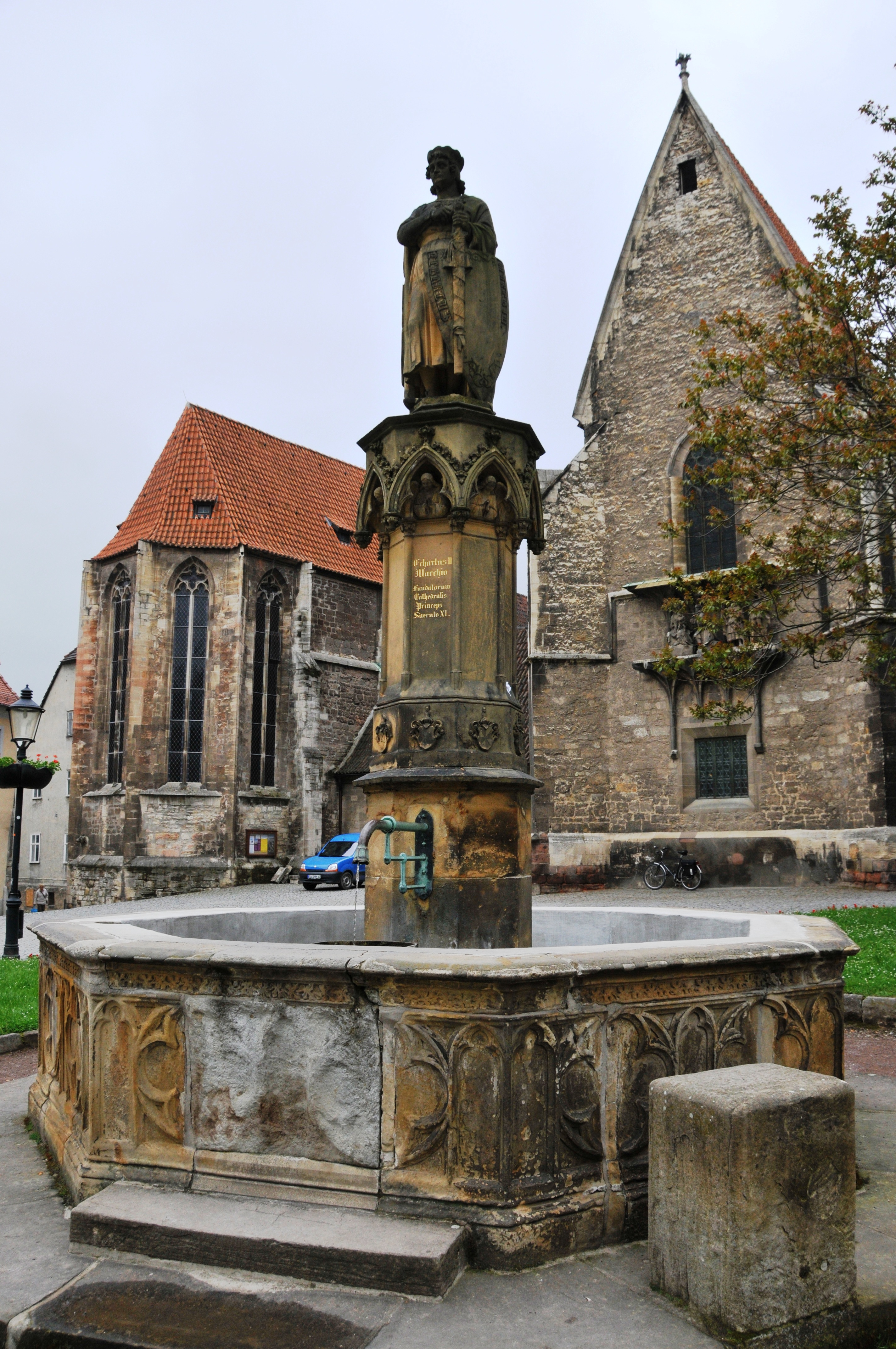
Fontaine d'Ekkehard devant la cathédrale

## Source
- (de) Cet article est partiellement ou en totalité issu de l’article de Wikipédia en allemand intitulé « Naumburger Dom » (voir la liste des auteurs).